# 森与志男
森 与志男（もり よしお、1930年12月5日 - 2015年3月8日）は、日本の小説家。
東京府に生まれる。戦時中は福島県に疎開し、同地の機関庫に勤務していた。戦後、東京へ戻って早稲田大学に学ぶ。卒業後、都立高校に英語教師として勤務する傍ら、小説を書き始める。教師生活に取材した、社会の底辺に置かれて苦しむ青年たちの姿を描いた作品集『荒地の旅』（新日本出版社、1978年）で注目を浴びる。その後も教育問題に関する作品を多く執筆し、戦時中に教師として生きる女性を描いた『炎の暦』で第20回多喜二・百合子賞を受賞した（1988年）。ほかに自らの青春期を描いた『時の谷間』『戦後の風』や、戦時下の教育を描く『炎の暦』の続編『河は流れる』、2000年代初頭の学校における国旗・国歌の強制に題材を取った『普通の人』などの作品がある。
日本民主主義文学会に所属し、1999年から2007年にかけて会長の任にあたっていた。

## 注
1. ↑  『しんぶん赤旗』2015年3月12日付